# Rite expiatis

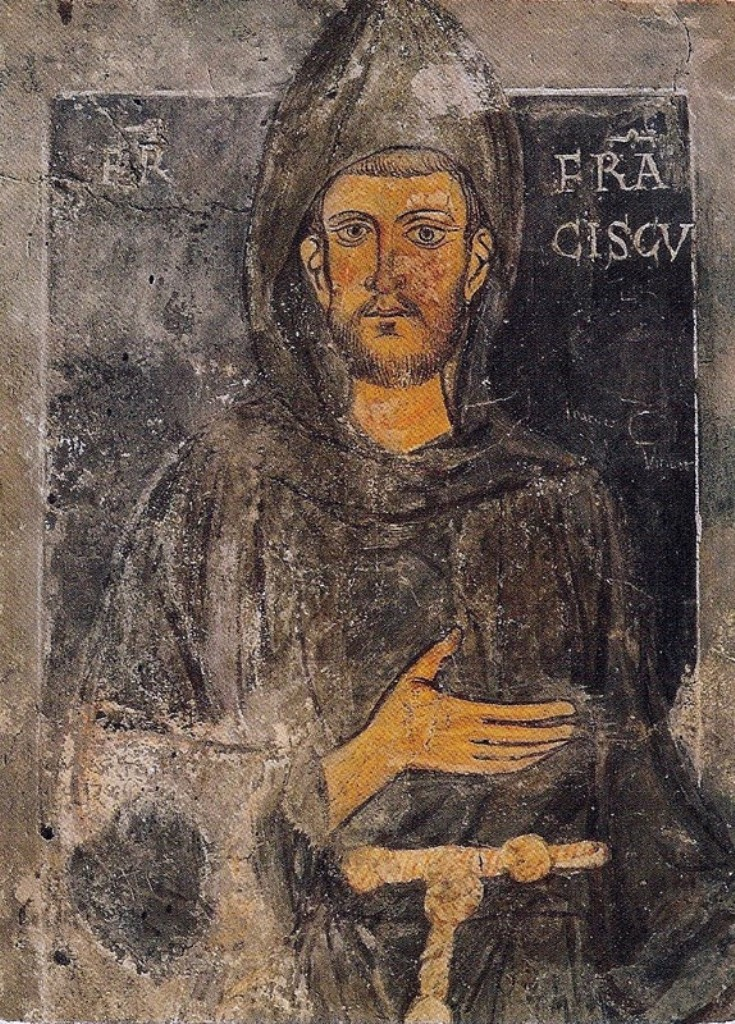
Der Hl. Franz von Assisi

Die Enzyklika Rite expiatis vom 30. April 1926 nimmt Papst Pius XI. zum Anlass, den 700. Todestag des Heiligen Franz von Assisi († 3. Oktober 1226) zu würdigen. Über den Heiligen Franz von Assisi und den Orden der Franziskaner hatten bereits die Päpste Leo XIII. in der Enzyklika Auspicato concessum (1882)  und  Benedikt XV. in Sacra propediem (1921) geschrieben, Pius XI. erwähnt diese Enzykliken und bestätigt die Aussagen seiner Vorgänger.

## Erneuerung der christlichen Gesellschaft
„Uns will scheinen, dass in keinem anderen Heiligen das Bild Christi, des Herrn und die Lebensform des Evangeliums zu solcher Klarheit ausgeprägt ist, wie in Franziskus. Wie er sich selbst Herold des großen Königs nannte, so wurde er auch mit vollem Recht als zweiter Christus bezeichnet. Denn als neu auflebender Christus trat er vor die menschliche Gesellschaft seiner Zeit und vor alle nachfolgenden Generationen. So kommt es, dass er heute noch in den Herzen der Menschen lebendig ist; und er wird lebendig bleiben bis ans Ende der Zeiten […] Franz von Assisi war ein Mann, der von Gott nicht allein zur Umgestaltung seiner bewegten Zeit, als vielmehr zur Erneuerung der christlichen Gesellschaft aller Jahrhunderte gesandt war.“
Dieses ist die Kernaussage der Enzyklika, mit der Pius XI. die Bedeutung des Heiligen Franz von Assisi, für die katholische Kirche, hervorhebt. Weiterhin ordnet er an, dass die religiösen und staatsbürgerlichen Feste, aber auch die Versammlungen und Predigten diesem großen Heiligen gewidmet werden soll. Danach folgt eine ausführliche Beschreibung über das Leben und Wirken des Heiligen.

## Ordensgründung
Im weiteren Schreiben nimmt er eine Würdigung der Ordensgründung und dem Leben in Armut und Andacht vor. Die von Franziskus aufgestellten Ordensregeln, die nur aus ein paar wenigen Worten aus dem Neuen Testament entstanden sind, bezeichnet er als beispielgebend, insbesondere dann, wenn es dort heißt: „Willst du vollkommen sein, so geh hin, verkaufe, was du hast, und gib es den Armen“ (Matt. 9, 21). Sein Gehorsam  und die gezeigte Disziplin haben dann auch Papst Innozenz III. dazu bewegt, die „Ordo Fratrum Minorum“ (Orden der Minderen Brüder) anzuerkennen. Er gründete für die Frauen und Männer, die nach dem Heiligen Evangelium leben wollten, den weltlichen „Dritten Orden“. Er verfasste unter Mitwirkung des späteren Papstes Gregor IX. für den Hauptorden ein neues und umfangreiches Regelwerk, welches dann auch von Papst Honorius III. bestätigt wurde.

## Stigmatisation und Heiligsprechung
In den weiteren Ausführungen geht Papst Pius XI. nochmals auf die Stigmatisation ein, welche dazu führte, dass Franz die fünf Wundmale Jesu Christi übertragen bekam. Diese Stigmatisation wurde schließlich auch durch Papst Gregor IX. bestätigt. Nach dem Tod des Franziskus war es dann auch Gregor IX., der die Heiligsprechung bestätigte und den Grundstein zur Basilika „San Francesco“ in Assisi legte.